# Onthophagus niokolokoba
Onthophagus niokolokoba är en skalbaggsart som beskrevs av Moretto 2007. Onthophagus niokolokoba ingår i släktet Onthophagus och familjen bladhorningar. Inga underarter finns listade i Catalogue of Life.